# Векторний графічний редактор
Векторний графічний редактор — комп'ютерна програма для створення та редагування векторних зображень безпосередньо на екрані комп'ютера. Створені зображення зберігаються у векторних форматах, наприклад, EPS, PDF, WMF або SVG.

## Основні інструменти векторних редакторів
- Криві Без'є — дозволяють створювати прямі, ламані і гладкі криві, що проходять через вузлові точки з певними дотичними в цих точках;
- Заливка — дозволяє зафарбовувати обмежені області певним кольором або градієнтом;
- Текст створюється за допомогою відповідного інструменту, а потім часто перетворюється в криві. Такий підхід забезпечує незалежність зображення від шрифтів, які наявні (або відсутні) на комп'ютері, який використовується для перегляду;
- Набір геометричних примітивів;
- Олівець — дозволяє створювати лінії «від руки». При створенні таких ліній виникає велика кількість вузлових точок, від яких в подальшому можна позбутися за допомогою функції «спрощення кривої».

## Порівняння векторних і растрових редакторів
Векторні редактори часто протиставляють растровим редакторам. Насправді, їх можливості часто доповнюють один одного:
- Векторні редактори, зазвичай, більш придатні для створення розмітки сторінок, типографіки, логотипів, sharp-edged artistic ілюстрацій (наприклад, мультиплікація, clip art, складні геометричні шаблони), технічних ілюстрацій, створення діаграм і складання блок-схем.

- Растрові редактори більше підходять для обробки і ретушування фотографій, створення фотореалістичних ілюстрацій, колажів, і створення малюнків «від руки» за допомогою графічного планшета.

Останні версії растрових редакторів (таких, як GIMP або Photoshop) надають користувачу і векторні інструменти (наприклад, змінювані криві), а векторні редактори (наприклад, CorelDRAW, Adobe Illustrator, Xara Xtreme, Adobe Fireworks, Inkscape, Alchemy, SK1 та інші) реалізують і растрові ефекти (наприклад, заливку), хоча іноді і трохи обмежені в порівнянні з растровими редакторами.